# Panzerfaust 3
Pour les articles homonymes, voir Panzerfaust (homonymie).
Le Panzerfaust 3 est un lance-roquettes allemand destiné à la lutte antichar mais pouvant être engagé également contre des bâtiments. Fabriqué par la firme allemande DAG, cette arme est en service dans différentes armées.

## Description
Le tube est à usage unique, permettant son abandon sur le champ de bataille, dans un souci d'encombrement moindre en cas de changement rapide de position après un tir révélant sa position à l'ennemi. Seuls les dispositifs de visée et de mise à feu sont réutilisables. En 2022, un Panzerfaust 3 coûte 9 994 $ pour la version standard, et 11 108 $ pour la version IT-600 (version munie d'une assistance électronique). Un obus antichar standard coûte 297 $ et un obus antibunker coûte 202 $.

## Pays utilisateurs

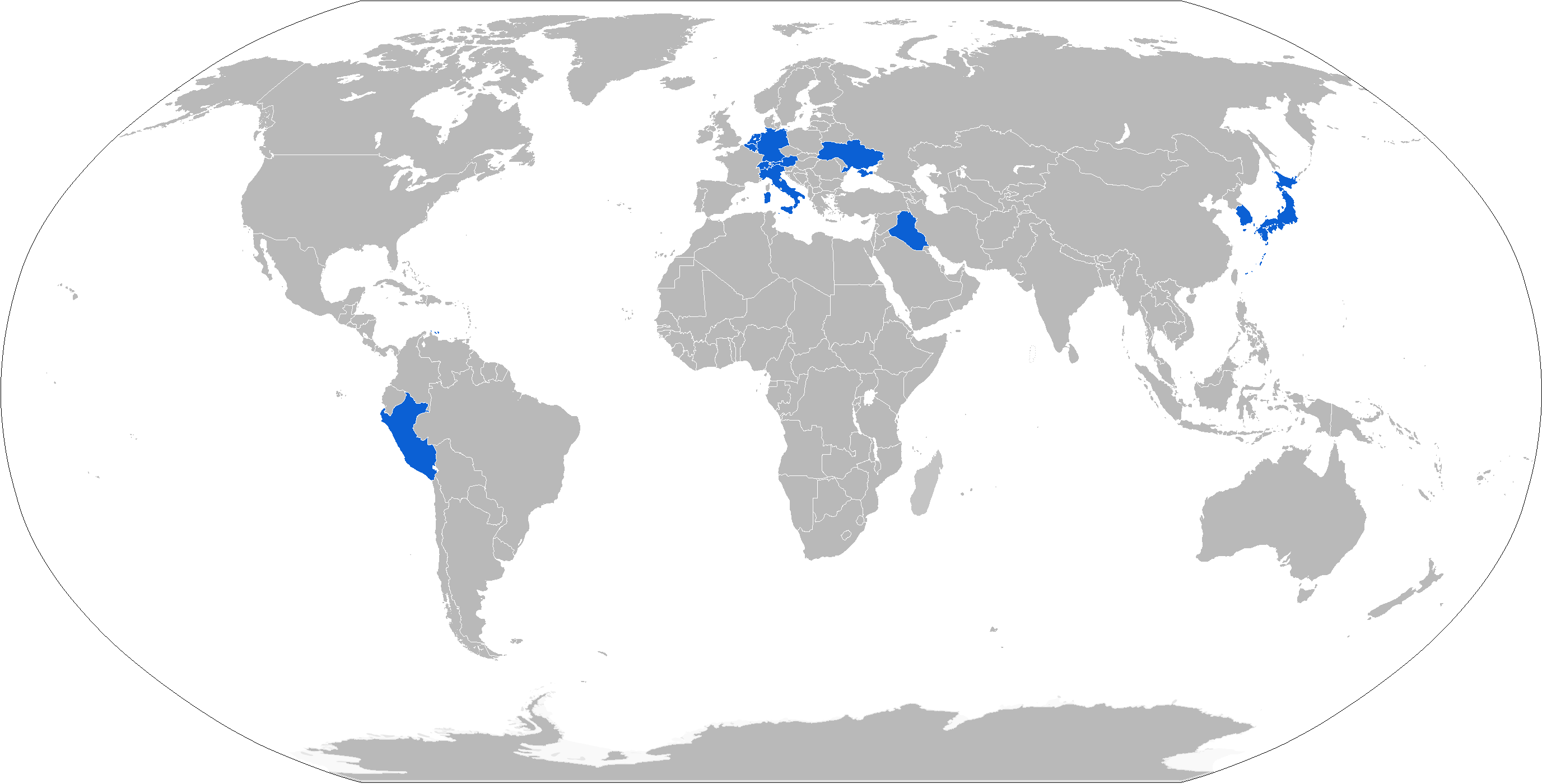
Opérateurs (en bleu) du Panzerfaust 3 en 2022.

Douze pays ont acquis officiellement cette arme en mars 2022: 
- Allemagne : capacité opérationnelle initiale par l'Allemagne de l'Ouest en 1987. Adoption officielle en 1992.
- Autriche
- Belgique
- Corée du Sud
- Italie
- Japon : première vente à l'exportation en février 1989. Utilisé sous le nom de 110 MM Light Anti-armor Munition (LAM). Production sous licence par IHI Aerospace/Nissan[3].
- Maurice
- Pays-Bas
- Pérou
- Suisse : seconde vente à l'exportation en 1991[4]. Utilisé sous le nom de Panzerfaust 90. Production des munitions sous licence par RUAG Munition[5].
- Irak : Kurdistan irakien[6]
- Ukraine : Don des Pays-Bas et de l'Allemagne à la suite de l'invasion de l'Ukraine par la Russie en 2022[7].

## Utilisations

### En Suisse

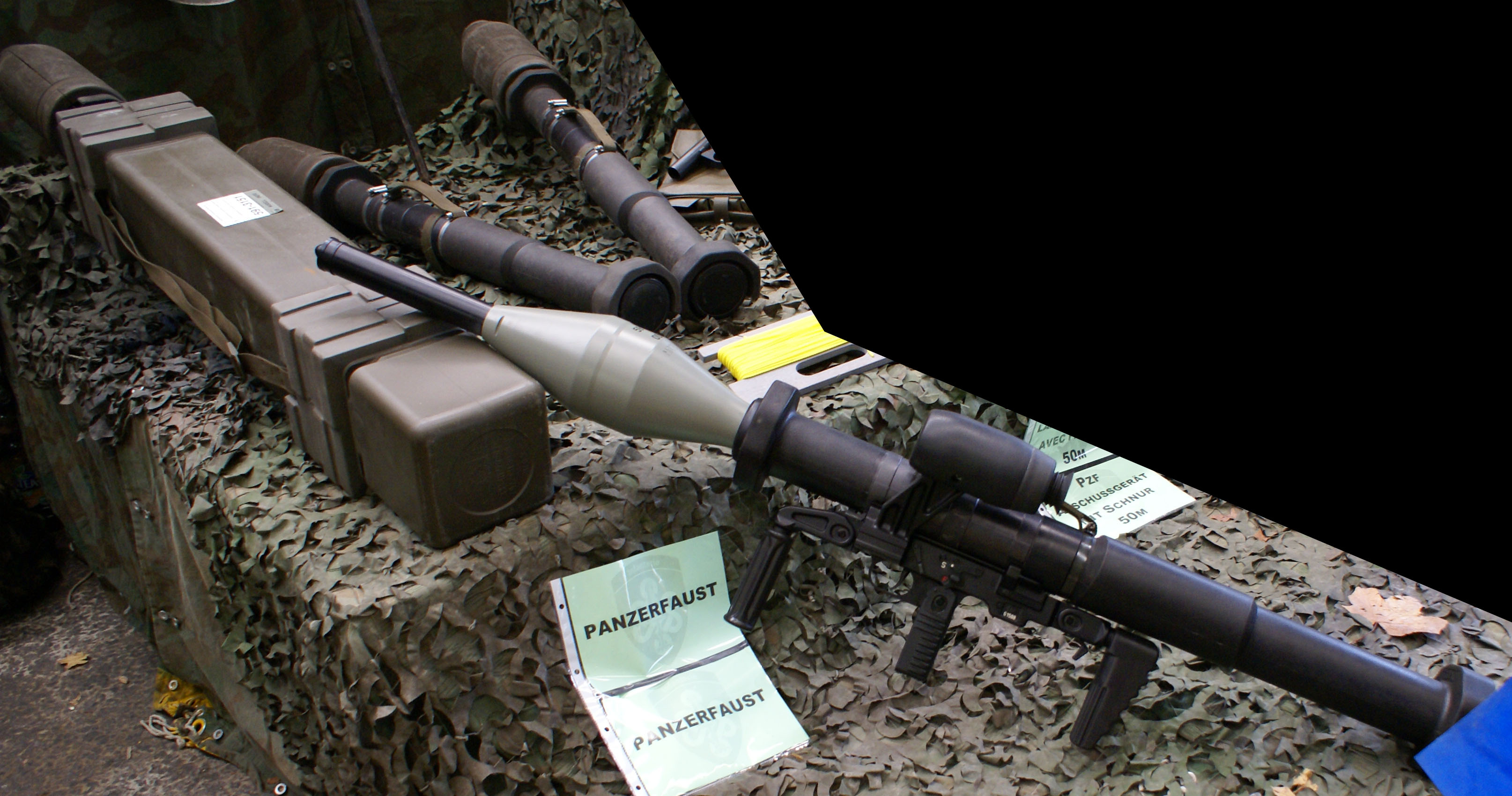
Panzerfaust HL Patrone 95 (PzF HL Pat 95) de l'Armée suisse avec une ogive de 124 mm construite en Suisse.

L'Armée suisse l'introduit en écoles de recrues dès 1994 où il remplace le tube roquette 58/80. À l'exercice, il tire la munition d'exercice « UPAT » (abréviation de l'allemand « Übung Patrone »), sans charge creuse et n'explosant pas à l'impact. Avant de former la recrue à cette munition, l'Armée suisse utilise une cartouche de 7,5 mm GP11 avec balle traçante comme munition d'exercice pour le tir d'exercice préparatoire au Panzerfaust 3, avant de passer à la munition UPAT. Depuis la fin des années 2010, il est remplacé progressivement par le MATADOR dans l'infanterie et par le NLAW au sein des grenadiers.

### En Irak
Lors de la bataille de Mossoul, en octobre 2016, les peshmergas kurdes ont employé des Panzerfaust 3 pour lutter contre les véhicules piégés de l'État islamique.

## Culture Populaire
- Le Panzerfaust 3  est présent dans le jeu Call of Duty: Ghosts.
- Il apparaît également dans le film Le Chant du Loup.
- Il apparaît aussi dans la série Neon Genesis Evangelion.
- Il apparaît aussi dans la série Gate - Au-delà de la porte.